# She-Hulk: Attorney at Law
She-Hulk: Attorney at Law és una sèrie de televisió estatunidenca creada per Jessica Gao per al servei de streaming Disney+, basada en el personatge de Marvel Comics She-Hulk. És la vuitena sèrie de televisió del Marvel Cinematic Universe (MCU) produïda per Marvel Studios, compartint continuïtat amb les pel·lícules de la franquícia. Segueix a Jennifer Walters, una advocada especialitzada en casos de superhumans, que també es converteix en la superheroïna She-Hulk. Gao exerceix d'escriptora principal amb Kat Coiro al capdavant de l'equip de direcció.
Tatiana Maslany interpreta a Jennifer Walters / She-Hulk. She-Hulk es va anunciar l'agost de 2019, amb Gao contractada al novembre. Coiro es va unir per dirigir diversos episodis el setembre del 2020. Al desembre Anu Valia també va ser contractada per a dirigir. El rodatge va començar a mitjans d'abril de 2021 a Los Angeles i Atlanta, i es va allargar fins a mitjans d'agost. El subtítol de la sèrie es va afegir el maig de 2022.
She-Hulk: Attorney at Law es va estrenar el 18 d'agost de 2022 i consta de nou episodis, conclourà el 13 d'octubre. És l'última sèrie de televisió de la Fase Quatre a l'MCU.

## Repartiment
- Tatiana Maslany com Jennifer Walters / She-Hulk: Advocada del despatx Goodman, Lieber, Kurtzberg & Holliway (GLK&H) que s'especialitza en casos que involucren superhumans i es converteix en una gran versió d'ella mateixa de 6 peus 7 polzades (2,01 metres), poderosa i verda, semblant a ella. el cosí Bruce Banner, després de contaminar-se accidentalment amb la seva sang.
- Ginger Gonzaga com a Nikki Ramos: Assistenta legal i millor amiga de Walters. Ajuda a Walters "a deixar anar i pintar fora de les línies".
- Jameela Jamil com a Titania: Una influencer de les xarxes socials amb una força increïble que està obsessionada amb She-Hulk i, finalment, es converteix en la seva rival.
- Josh Segarra com a Augustus "Pug" Pugliese: Membre de l'equip legal de GLK&H, que treballa amb Walters i Ramos.
- Jon Bass com a Todd: Un potencial pretendent per a Walters que recentment va decidir provar les cites en línia.
- Renée Elise Goldsberry com a Mallory Book: Una advocada de GLK&H que està amenaçada per Walters convertint-se en el nou cap de la divisió de lleis sobrehumanes.
- Tim Roth com Emil Blonsky / Abominació: Un antic oficial nascut a Rússia dels Royal Marines Commandos del Regne Unit que havia combinat una versió modificada del sèrum supersoldat i la radiació gamma per transformar-se en un monstre humanoide semblant a Hulk després d'un tractament experimental. És un dels clients de Walters, convertint-se en el propietari d'un refugi de benestar anomenat "Abomaste" després de reformar-se.
- Mark Ruffalo com Bruce Banner / Smart Hulk: Un venjador, científic geni i cosí de Walters que, a causa de l'exposició a la radiació gamma, normalment es transforma en un monstre quan s'enfada o s'agita, però des de llavors ha aconseguit equilibrar les seves dues cares amb l'experimentació gamma, cosa que li permet combinar la seva intel·ligència amb la Força i estatura física d'Hulk. Banner decideix entrenar Walters per convertir-se en una superheroïna.
- Benedict Wong com a Wong.
- Charlie Cox com Matt Murdock / Daredevil: Un advocat cec de Hell's Kitchen, Nova York, que porta una doble vida com a vigilante emmascarat.

## Episodis
| Núm. | Títol                                               | Direcció  | Guió                                    | Data d'estrena original |
| ---- | --------------------------------------------------- | --------- | --------------------------------------- | ----------------------- |
| 1    | «A Normal Amount of Rage»                           | Kat Coiro | Jessica Gao                             | 18 d'agost de 2022      |
| 2    | «Superhuman Law»                                    | Kat Coiro | Jessica Gao                             | 25 d'agost de 2022      |
| 3    | «"The People vs. Emil Blonsky"»                     | Kat Coiro | Francesca Gailes & Jacqueline J. Gailes | 1 de setembre de 2022   |
| 4    | «Is This Not Real Magic?»                           | Kat Coiro | Melissa Hunter                          | 8 de setembre de 2022   |
| 5    | «Mean, Green, and Straight Poured into These Jeans» | Anu Valia | Dana Schwartz                           | 15 de setembre de 2022  |
| 6    | «Just Jen»                                          | Anu Valia | Kara Brown                              | 22 de setembre de 2022  |
| 7    | «The Retreat»                                       | Anu Valia | Zeb Wells                               | 29 de setembre de 2022  |
| 8    | «Ribbit and Rip It»                                 | Kat Coiro | Cody Ziglar                             | 6 d'octubre de 2022     |
| 9    | «Whose Show Is This?»                               | Kat Coiro | Jessica Gao                             | 13 d'octubre de 2022    |